# КрАЗ-6510
КрАЗ-6510 (англ. KrAZ-6510) — сімейство вантажних автомобілів з колісною формулою (6x4), що виготовляється підприємством АвтоКрАЗ з 1992 року і відрізнялися більш сучасним і строгим дизайном, поліпшеним компонуванням, зручними кабінами і старими ведучими мостами. Першими представниками нового сімейства стали шасі КрАЗ-65101 з корисним навантаженням 16,6 т і 13,5-тонний самоскид КрАЗ-6510.
В 2018 році дебютував безкапотний сідловий тягач з індексом КрАЗ-6510TE, який є абсолютно новою моделлю.

## Перше покоління (1992-2008)

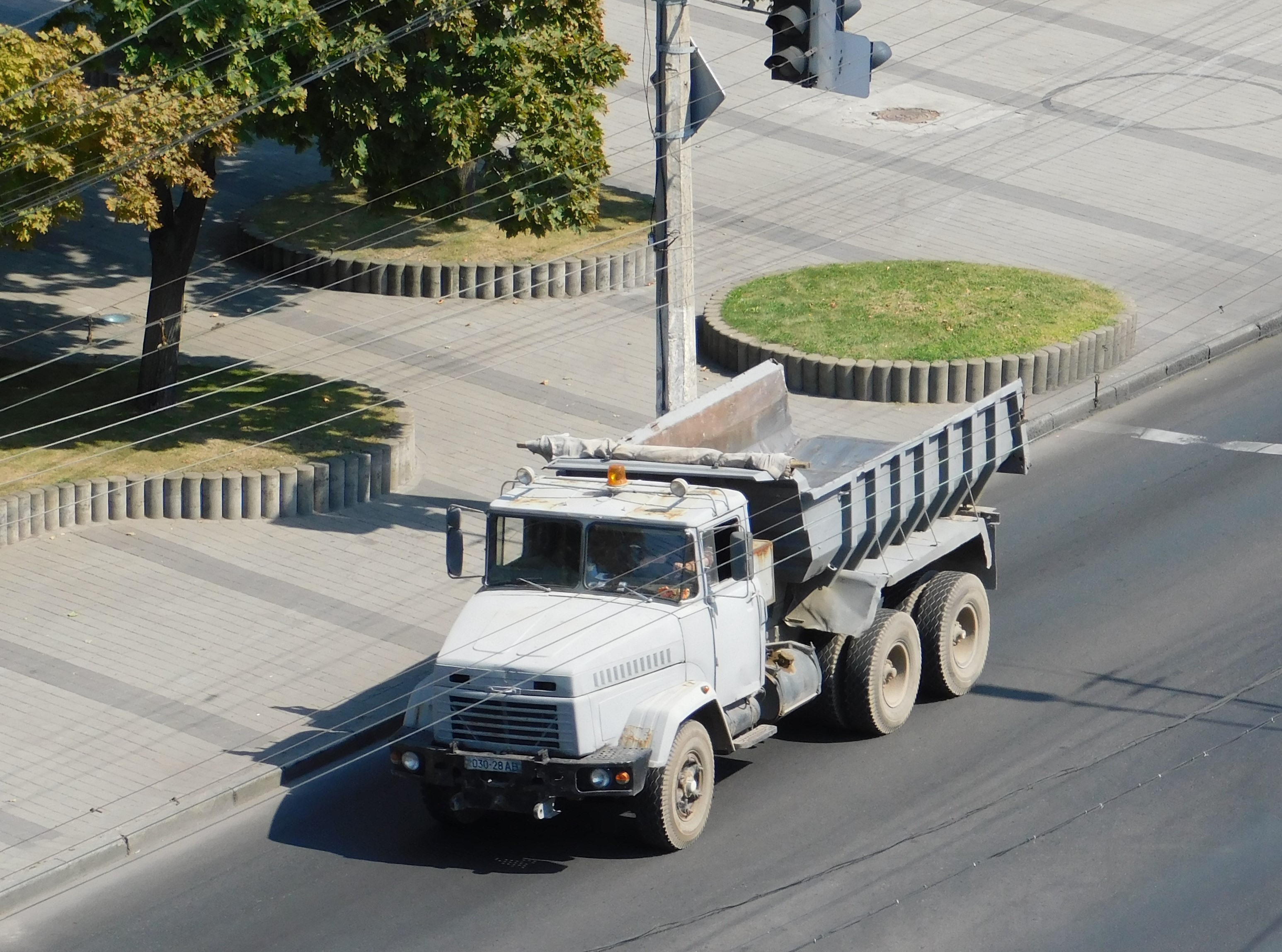
КрАЗ-6510

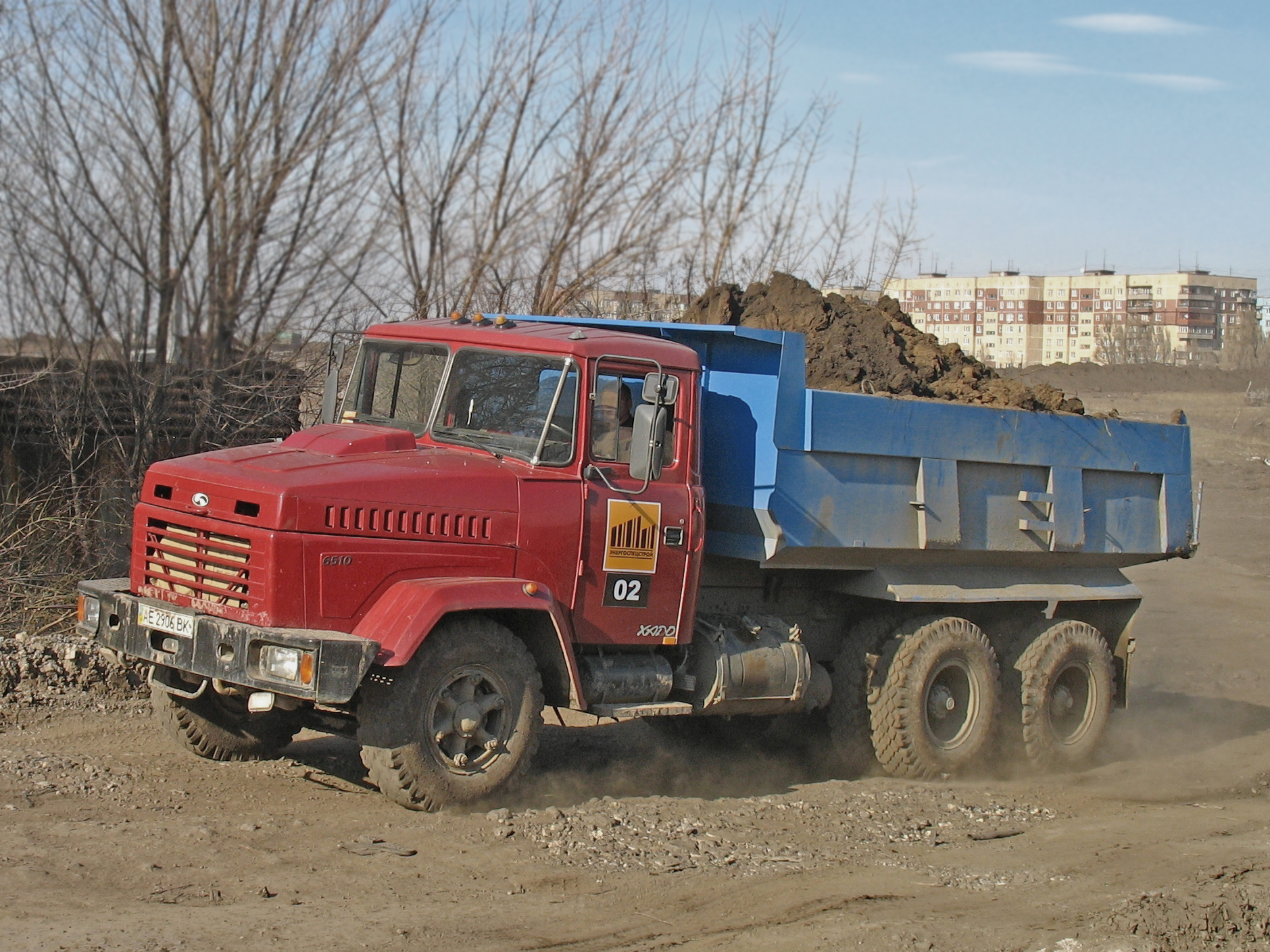
КрАЗ-6510-030

1990 рік проведений перший цикл сертифікації і випробувань нової базової моделі КрАЗ-6510.
1992 року почався серійний випуск автосамоскидів моделі КрАЗ-6510.
У 1993 році почався серійний випуск шасі моделі КрАЗ-65101.
У 1994 році самоскиди КрАЗ-6510 становили половину автомашин, випущених Кременчуцьким автозаводом.
У 2003 році почалася збірка КрАЗ-6510 у В'єтнамі.
У травні 2006 року в зв'язку з переходом України на міжнародні екологічні норми Euro-2 автозавод вирішив припинити виробництво самоскидів КрАЗ-6510 для замовників на території України та 1 січня 2007 року продажі КрАЗ-6510 на території України були припинені (тим не менш, завод повідомив про можливість продовження їх виробництва на експорт при наявності замовлень від іноземних клієнтів).
У 2008 році 16 самоскидів КрАЗ-6510-052 (з платформою об'ємом 8,5 м³) були поставлені міністерству оборони України, ще одна партія самоскидів КрАЗ-6510 (з платформою об'ємом 10 м³) була виготовлена для міністерства будівництва Куби.

### Будова автомобіля
КрАЗ-65101 і КрАЗ-6510 комплектується дизельним двигуном ЯМЗ-238М2 V8 без турбонадуву потужністю 232 к. с. при 2100 об/хв (855 Нм при 1250-1450 об/хв) або 240 к.с. (883 Нм) і 5-ти ступінчатою коробкою передач ЯМЗ-236Н, зчеплення ЯМЗ-238 та розвивали швидкість 80 км/год.
Рульовий механізм - механічний з гідропідсилювачем або інтегрального типу з вбудованим гідропідсилювачем. Передня підвіска залежна, на двох поздовжніх напівеліптичних листових ресорах з двома гідравлічними амортизаторами, задня підвіска залежна, балансирного типу, на двох поздовжніх напівеліптичних листових ресорах.

### Модифікації
- КрАЗ-6510 — 13,5-тонний самоскид (з 1992).
- КрАЗ-651001 — модифікація КрАЗ-6510 з встановленим підігрівом палива.
- КрАЗ-65101 — шасі з корисним навантаженням 16,6 т (з 1993).
- КрАЗ-6444 — сідловий тягач на базі моделі КрАЗ-6510. Почав випускатися з початку 1990р. Призначений для буксирування напівпричепів-ваговозів по всіх видах доріг, а так само бездоріжжю. Повна маса автомобіля 23,5 тонни.
- КрАЗ-6424C4 — самоскид на базі моделі КрАЗ-6510, що працює в складі автопоїзда разом з самоскидним причіпом КрАЗ-A201C2.

## Друге покоління, КрАЗ-6510ТЕ (з 2018)

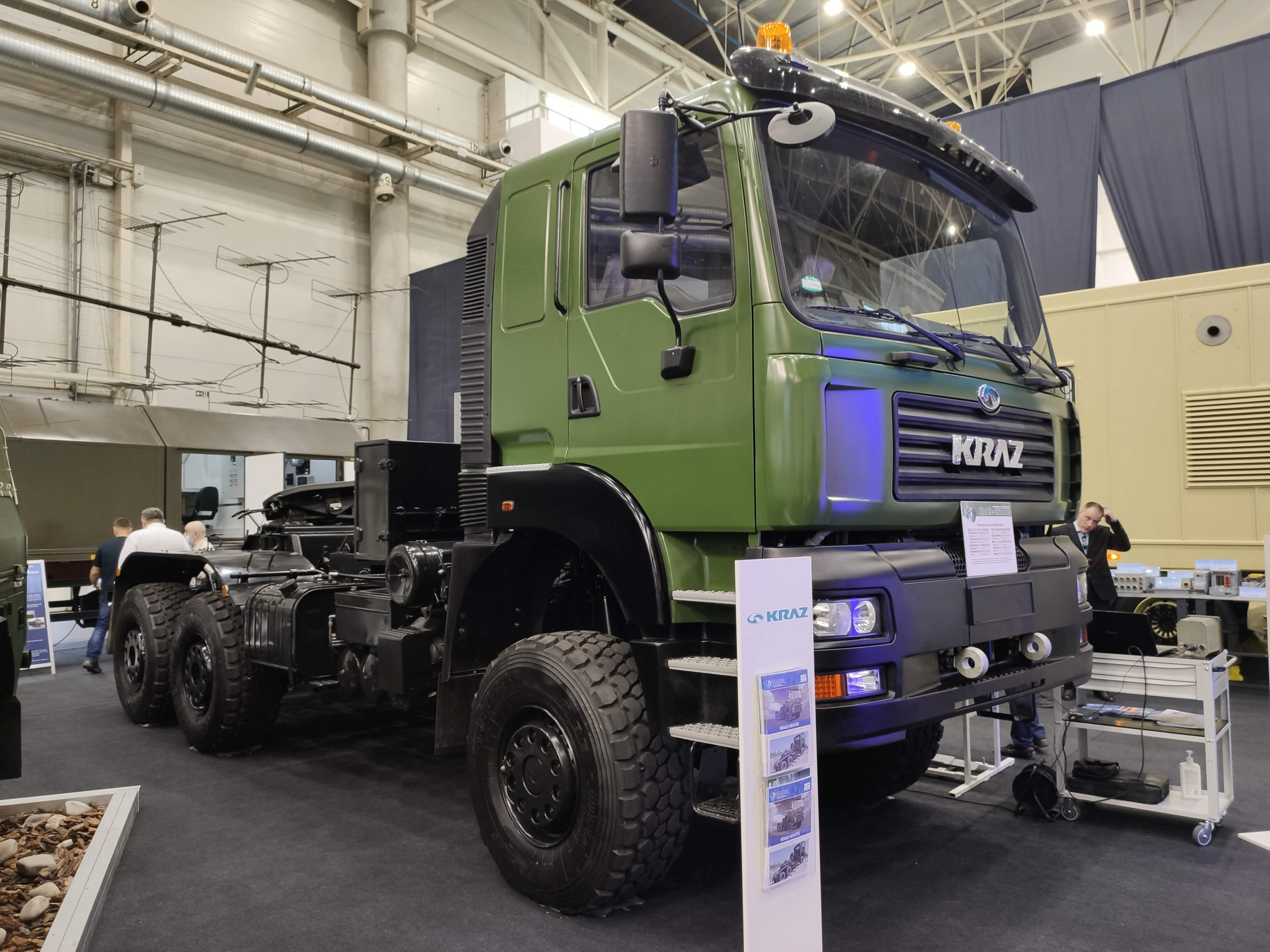
KrAZ-6510TE

21 червня 2018 року Кременчуцький автозавод продемонстрував громадськості безкапотний сідловий тягач з колісною формулою 6х6 під назвою КрАЗ-6510ТЕ. Автомобіль отримав кабіну Qixing, двигун Weichai WP12 потужністю 460 к.с., 6-ст. автоматичну коробку передач Fast Gear та сідлово-зчіпний пристрій «Georg Fisher» SK-HD 38.36 G.
Повна маса сідлового тягача КрАЗ-6510ТЕ — 28000 кг, а допустиме навантаження на сідлово-зчіпний пристрій — 17000 кг. Автопоїзд у складі тягача і напівпричепа, масою 65000 кг, розвиває швидкість 65 км/год. Максимальний кут підйому, який може здолати автопоїздом, — 36 % (19°), Бічний ухил — 20°, Глибина подоланого броду — 1,2 м. Радіус повороту тягача — 10 м.
Механічна лебідка з гідроприводом має тягове зусилля 15 т, і запас троса діаметром 22 мм — аж 63 метри.
Шини 445/65R22,5 з центральним підкачуванням коліс.
У грудні 2019 року допущений до експлуатації у Збройних силах України.
25 січня 2022 року підприємство передало Збройним Силам України партію сідельних тягачів КрАЗ-6510ТЕ.

## Галерея

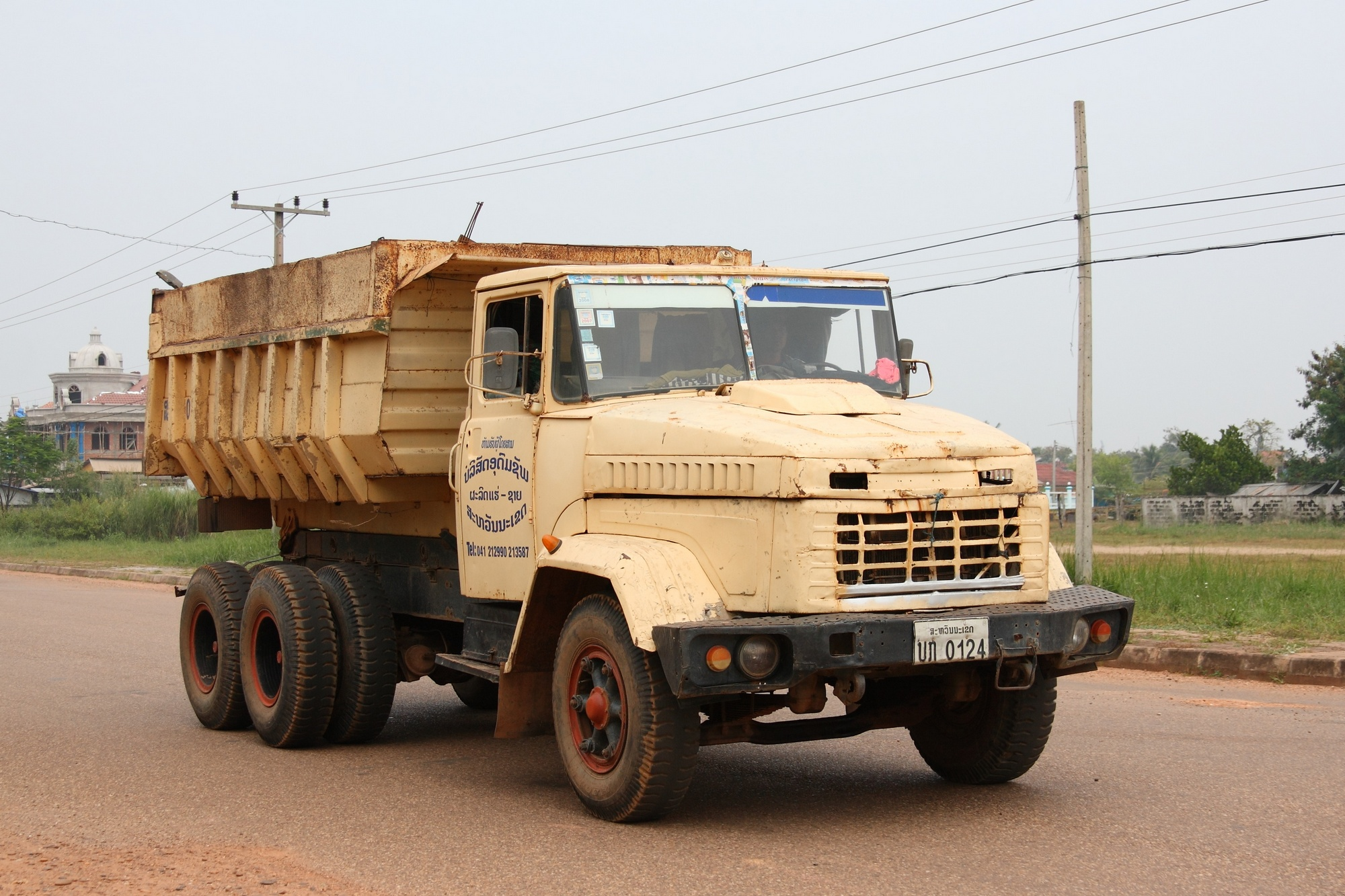
КрАЗ-6510 на дорогах Лаосу
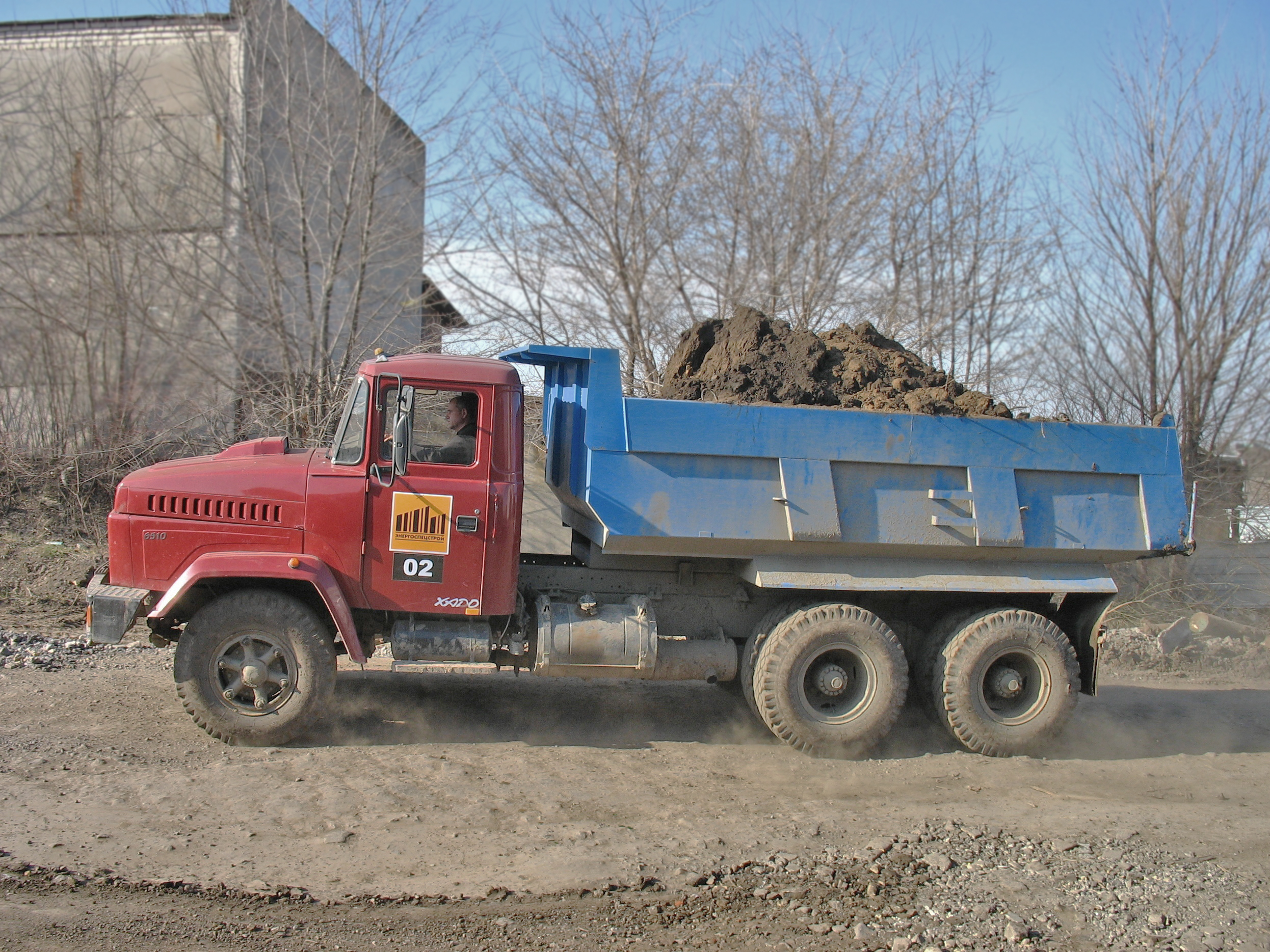
КрАЗ-6510-030
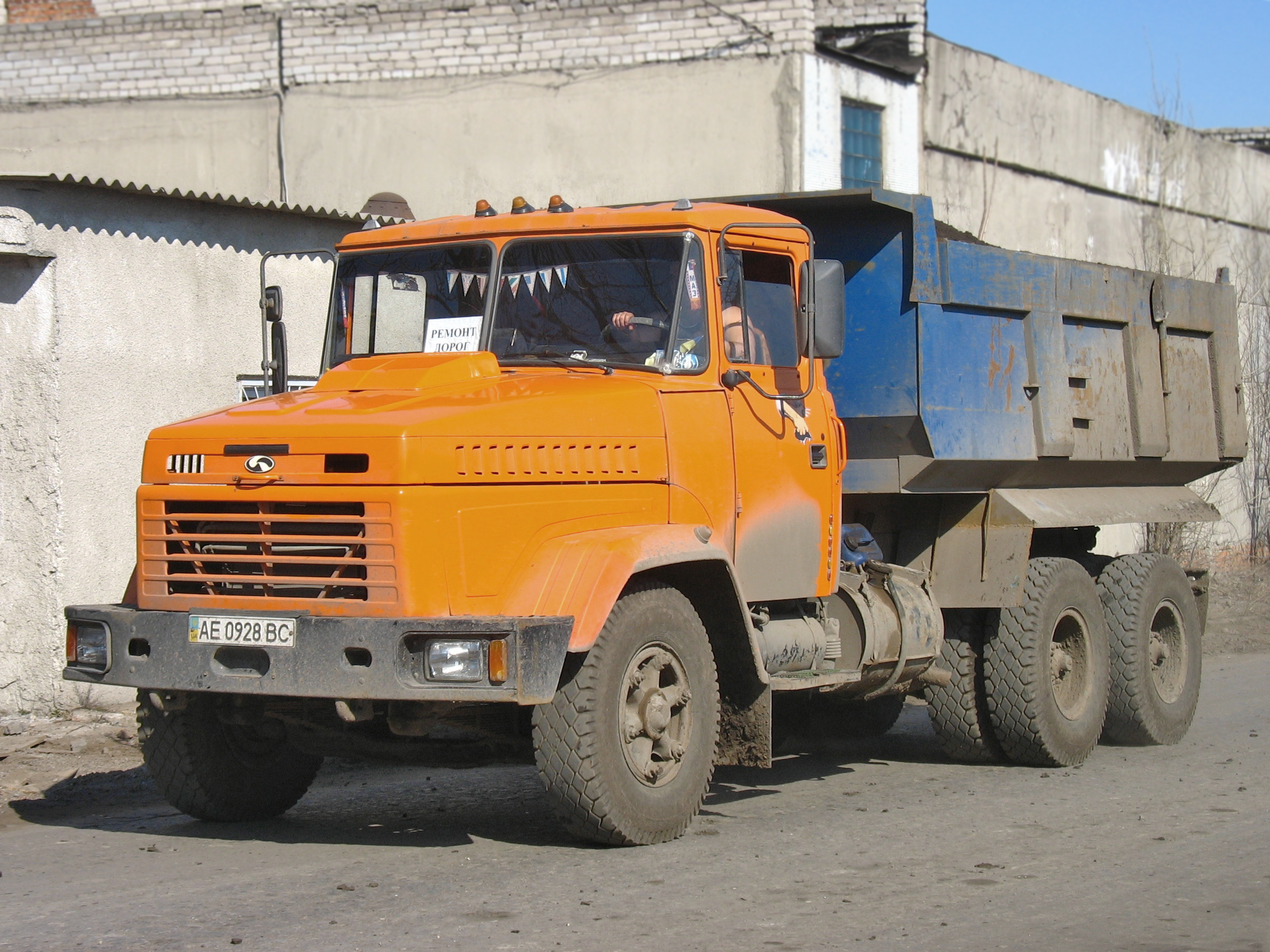
КрАЗ-6510-030
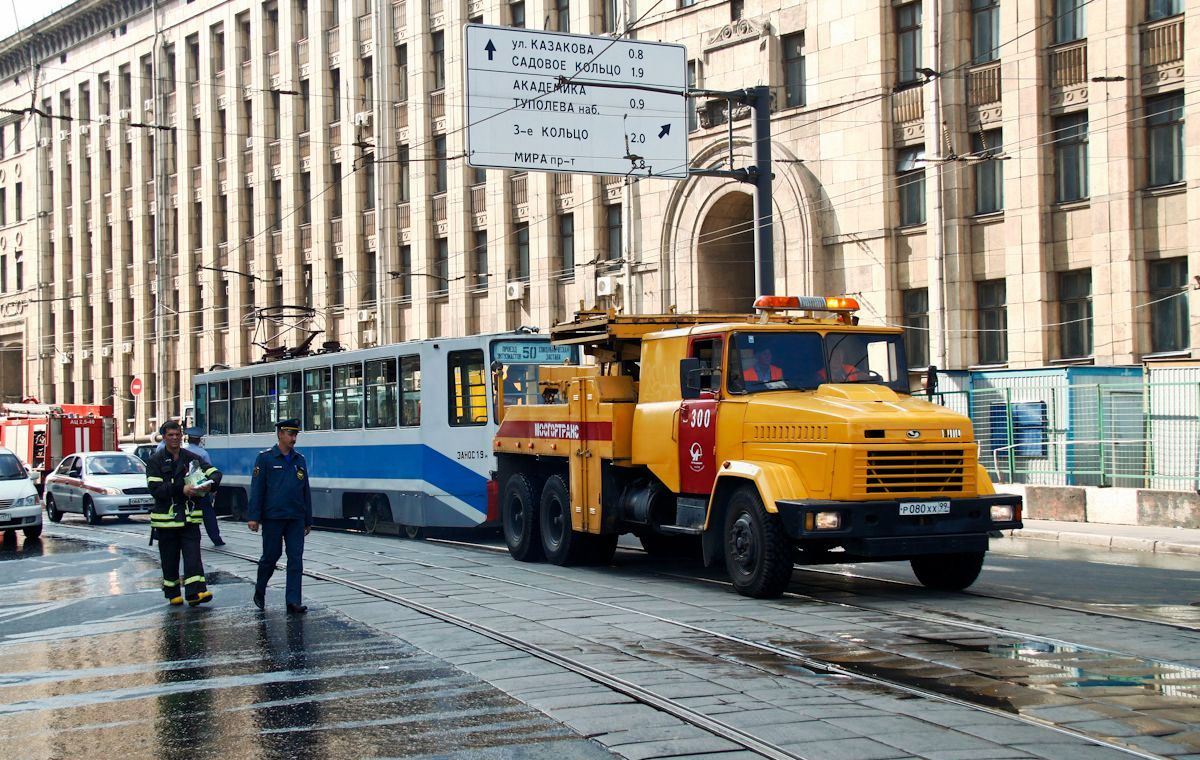
Спецавтомобіль аварійної служби на шасі КрАЗ-65101
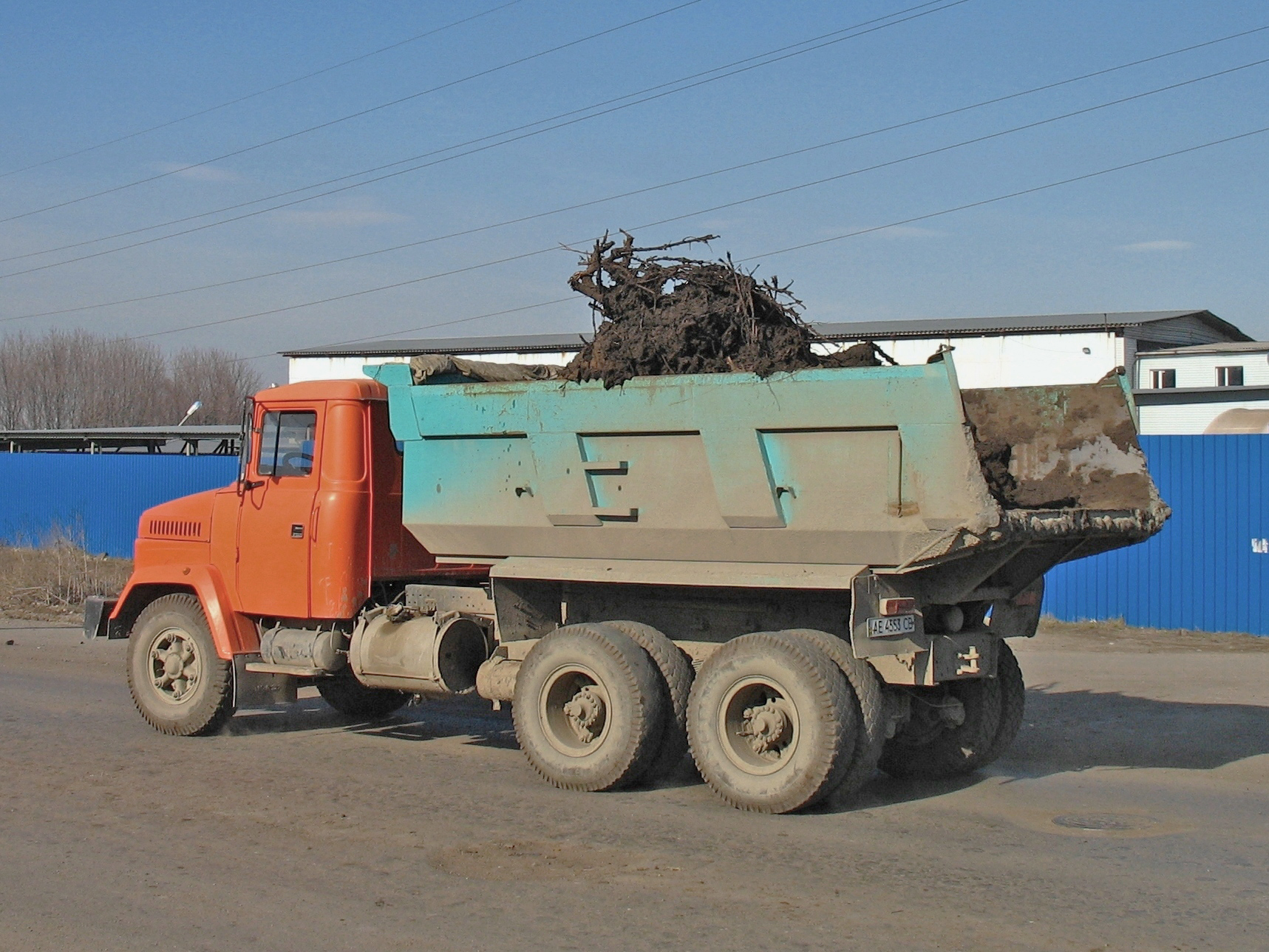
КрАЗ-6510-030